# Gay for Play Game Show Starring RuPaul
Gay for Play Game Show Starring RuPaul é um game show americano que estreou na canal a cabo Logo, em 11 de abril de 2016. O game show baseado em curiosidades, apresentado por RuPaul, apresenta participantes que respondem perguntas relacionadas à cultura pop com a opção de pedir ajuda ao painel de celebridades. O painel inclui Michelle Visage, Todrick Hall, Carson Kressley e Ross Mathews, bem como o painel rotativo de antigos concorrentes da RuPaul's Drag Race e várias outras celebridades.

## Desenvolvimento e produção
Em 21 de janeiro de 2016, Gay For Play Game Show Starring RuPaul foi estrelado no Logo, que descreveu a série como um "programa de curiosidades da cultura pop repleto de celebridades".. O trailer da série foi revelado em 3 de março de 2016. O trailer contou com filmagens de muitos convidados famosos, embora vários deles não foram apresentados nos primeiros 6 episódios. A série estreou em 11 de abril de 2016. Em 26 de maio de 2016, foi anunciado que o programa Gay For Play Game Show Starring RuPaul voltaria com mais episódios, e uma segunda temporada de 6 episódios começou a ser exibida em 29 de junho de 2017.